# Ferrovia dell'Algarve
La ferrovia dell'Algarve (in portoghese linha do Algarve)  è una ferrovia a scartamento iberico che collega le città di Lagos e Vila Real de Santo António attraversando la regione portoghese dell'Algarve, da cui prende nome.

## Storia

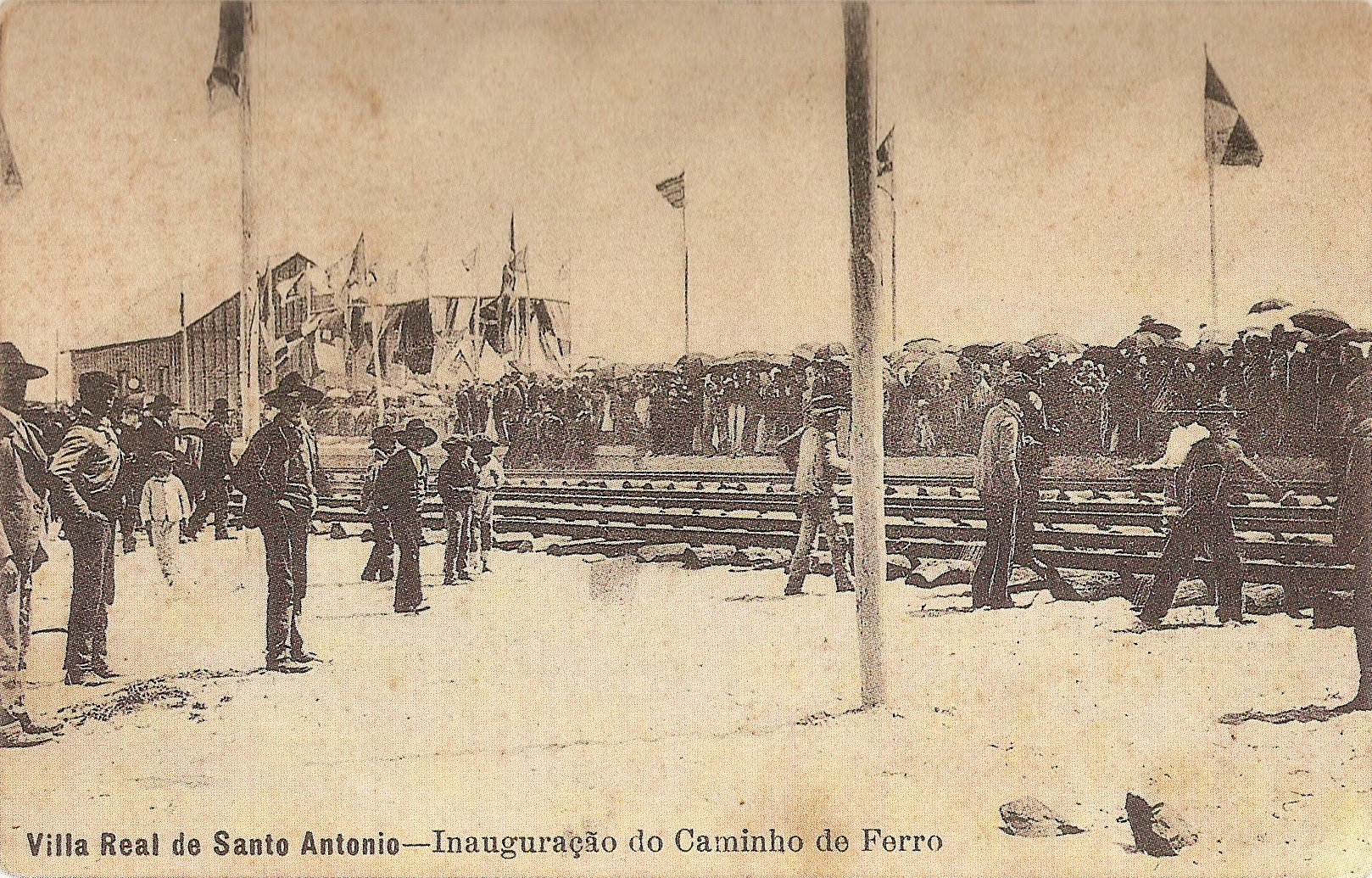
Inaugurazione della stazione di Vila Real de Santo Antonio; 14 aprile 1906

Nel 1858 ebbero inizio le proposte di prolungamento della ferrovia del Sud a partire da Beja verso l'Algarve; nel 1864 tale progetto divenne attuativo assegnandone l'esecuzione alla Companhia dos Caminhos de Ferro do Sul e Sueste e allo Stato.
La ferrovia giunse a Faro il 21 febbraio 1889 e fu inaugurata il 1º luglio.
Olhão fu raggiunta il 28 marzo 1904, Fuzeta il 1º settembre, Luz de Tavira il 31 gennaio 1905, Tavira il 19 marzo e Vila Real de Santo António il 14 aprile 1906.
La stazione di Algoz fu inaugurata il 10 ottobre 1889, Ferragudo-Parchal il 15 febbraio 1903 e Lagos il 30 luglio 1922. La stazione di Vila Real de Santo António–Guadiana fu aperta negli anni quaranta.

## Caratteristiche
La linea segue di massima un percorso Est-Ovest lungo la costa meridionale dell'Algarve, ad eccezione dell'area di Lagos, e la costa sud di Vila do Bispo. Le stazioni più importanti sono Vila Real de Santo António, Faro, Tavira, Olhão, Albufeira, Tunes, Portimão e Lagos.
|  | Unknown route-map component "exSTR+l" | Unknown route-map component "exCONTfq" |

| Scenic interest | Unknown route-map component "exBHF" |  |

|  | Station on track |

| Stop on track |

| Unknown route-map component "eHST" |

|  | Station on track |

| Unknown route-map component "eHST" |

| Unknown route-map component "eHST" |

|  | Station on track |

| Stop on track |

| Unknown route-map component "exKDSTaq" | Unknown route-map component "eABZg+r" |  |

|  | Station on track |

|  | Station on track |

| Unknown route-map component "eHST" |

|  | Unknown route-map component "eABZgl" | Unknown route-map component "exKDSTeq" |

| Unknown route-map component "eHST" |

| Stop on track |

| Unknown route-map component "eHST" |

|  | Station on track |

| Unknown route-map component "eHST" |

| Stop on track |

| Unknown route-map component "eHST" |

|  | Unknown route-map component "eSPLa" |

|  | Unknown route-map component "vexDST-STR" |

|  | Unknown route-map component "eSPLe" |

|  | Unknown route-map component "xSPLa" |

|  | Unknown route-map component "vSTR-ABZxl+l" | Unknown route-map component "CONTfq" |

|  | Unknown route-map component "BHFSPLe" |

|  | Station on track |

|  | Unknown route-map component "eHST" |

|  | Unknown route-map component "eHST" |

|  | Station on track |

| Unknown route-map component "eHST" |

| Unknown route-map component "eHST" |

| Unknown route-map component "eHST" |

|  | Unknown route-map component "eABZg+l" | Unknown route-map component "exCONTfq" |

|  | Unknown route-map component "SPLa" |

|  | Unknown route-map component "vSTR-DST" |

|  | Unknown route-map component "BHFSPLe" |

|  | Unknown route-map component "eABZgl" | Unknown route-map component "exCONTfq" |

| Unknown route-map component "eHST" |

| Stop on track |

| Unknown route-map component "eHST" |

|  | Station on track |

| Unknown route-map component "eHST" |

| Unknown route-map component "eHST" |

|  | Unknown route-map component "eABZgl" | Unknown route-map component "exKDSTeq" |

| Unknown route-map component "eHST" |

| Unknown route-map component "eHST" |

| Unknown route-map component "eHST" |

|  | Station on track |

| Unknown route-map component "eHST" |

|  | Unknown route-map component "eABZg+l" | Unknown route-map component "exCONTfq" |

| Unknown route-map component "eHST" |

| Unknown route-map component "eSPLa" |

| Unknown route-map component "exKDSTaq" | Unknown route-map component "vexABZg+r-STR" |  |

|  | Unknown route-map component "vexDST-STR" |

|  | Unknown route-map component "vexSTR-HST" |

| Unknown route-map component "exKDSTaq" | Unknown route-map component "vexABZgr-STR" |  |

| Unknown route-map component "exKDSTaq" | Unknown route-map component "evSTRr-SHI1r" |  |

| Unknown route-map component "exKDSTaq" | Unknown route-map component "eABZg+r" |  |

|  | Unknown route-map component "eHST" |

| Unknown route-map component "eHST" |

| Unknown route-map component "eHST" |

| Unknown route-map component "eHST" |

|  | Station on track |

| Unknown route-map component "exKDSTaq" | Unknown route-map component "eABZgr" |  |

| Unknown route-map component "eHST" |

| Unknown route-map component "eHST" |

| Stop on track |

|  | Station on track |

| Stop on track |

| Stop on track |

| Urban head station | Unknown route-map component "eHST" |  |

| Unknown route-map component "uCONTf" | Straight track |  |

| Unknown route-map component "eHST" |

|  | Station on track |

| Stop on track |

|  | Unknown route-map component "eABZgl" | Unknown route-map component "exKDSTeq" |

| Stop on track |

| Unknown route-map component "eHST" |

| Unknown route-map component "eHST" |

| Unknown route-map component "eHST" |

|  | Station on track |

| Unknown route-map component "eHST" |

| Stop on track |

| Stop on track |

|  | Unknown route-map component "KBHFxe" |

|  | Unknown route-map component "exABZgl" | Unknown route-map component "exCONTfq" |

|  | Unknown route-map component "exvSHI1+l-STR+l" | Unknown route-map component "exKDSTeq" |

|  | Unknown route-map component "exSPLegxl" | Unknown route-map component "exKDSTeq" |

| Unknown route-map component "exBHF" |

| Transverse water + Unknown route-map component "GRZq" | Transverse water + Unknown route-map component "exTRAJEKT" + Unknown route-map component "GRZq" | Transverse water + Unknown route-map component "GRZq" |

| Unknown route-map component "KBHFxa" |

|  | One way leftward | Unknown route-map component "CONTfq" |

## Traffico

### Esercizio passeggeri e merci

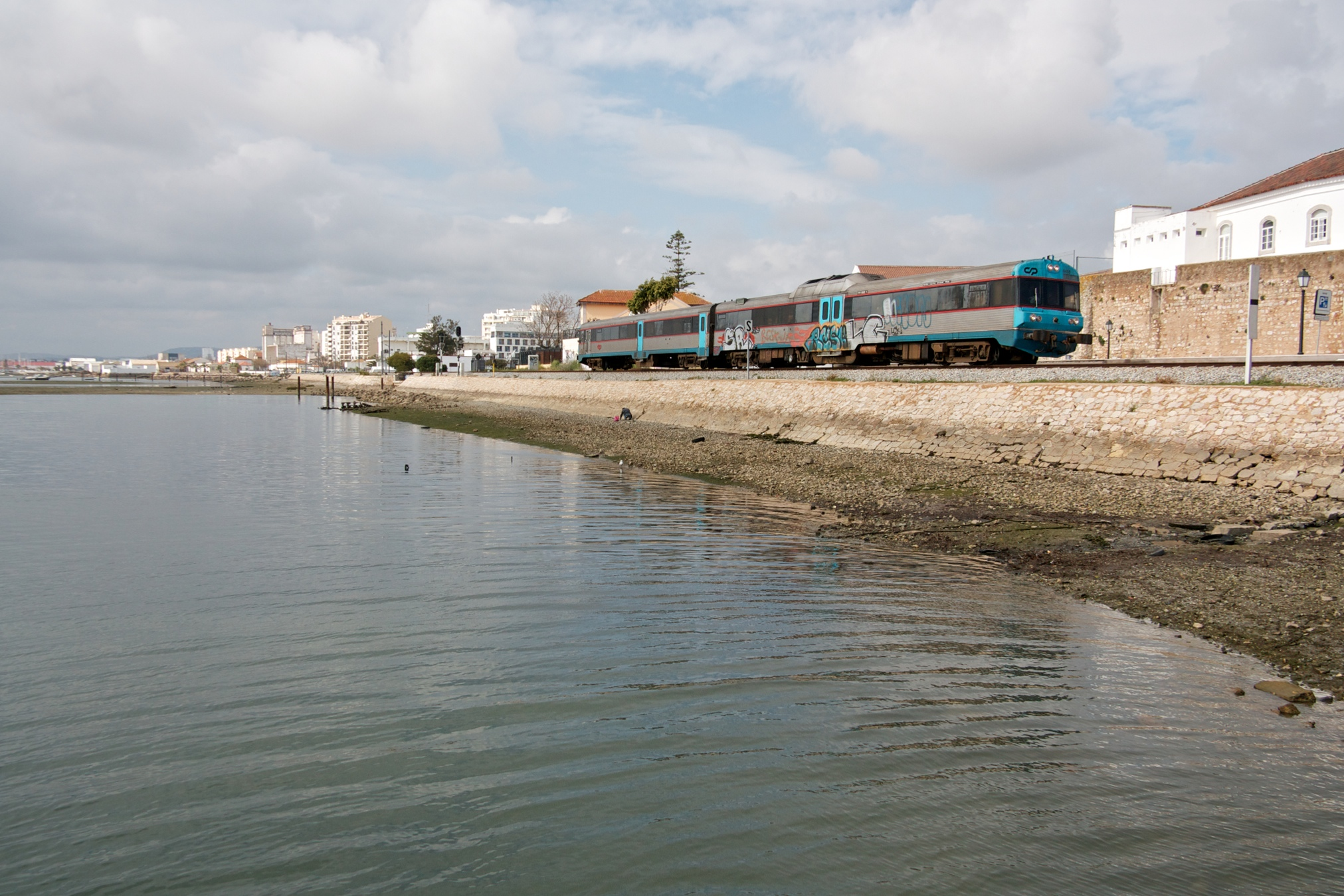
Convoglio regionale nei pressi di Faro

Il servizio merci e viaggiatori sulla linea è assicurato dall'operatore nazionale Comboios de Portugal, l'infrastruttura è invece affidata a Rede Ferroviária Nacional (REFER).
Il terminale passeggeri di riferimento è Faro; quello merci è Loulé. Un secondo terminale merci è in corso di realizzazione a Faro, per l'operatore privato Takargo Rail, divisione del gruppo Mota-Engil.
La linea è percorsa da treni merci tra Vila Real de Santo António e Tunes; i servizi passeggeri Alfa Pendular e Intercity circolano tra Faro e Tunes. La linea è interamente utilizzata da convogli regionali.
La tratta Vila Real de Santo António-Vila Real de Santo António/Guadiana, che collegava il centro città direttamente ai traghetti per Ayamonte, in Spagna, è stata chiusa al traffico.

### Sistema di supporto alla condotta e controllo del traffico
La tratta Lagos-Tunes (esclusa) è attrezzata con il sistema 6171 LockTrac (PIPC) della Alcatel-Lucent. Da Tunes ad Olhão (esclusa), il sistema adottato è il SSI (Solid State Interlocking) realizzato da un consorzio temporaneo Westinghouse Rail Systems-Dimetronic.
Tra Lagos e Olhão il traffico è controllato dal CTC con sede a Faro; da Olhão a Vila Real de Santo António è ancora in vigore il blocco telefonico (detto cantonamento telefónico).